# سالم سعيد (لاعب كرة قدم يمني)
سالم عبد الله عوض سعيد (مواليد 1 يناير 1984) لاعب كرة قدم يمني ينتمي إلى نادي الهلال الساحلي حيث يجيد اللعب في مركز حارس المرمى.

## المسيرة الرياضية
لعب سالم سعيد لأندية في اليمن وعمان وهي حسان أبين، النصر، والهلال الساحلي.
لعب مباراته الدولية الأولى لصالح منتخب اليمن في 2007 كما شارك في تصفيات كأس العالم.